# Parc provincial des Lacs Sand
Le parc provincial des Lacs Sand (anglais : Sand Lakes Provincial Park) est un parc provincial du Manitoba (Canada). Avec sa superficie de 8 310 km2, il s'agit du plus grand parc provincial de la province.